# Meet the Flintstones
"Meet the Flintstones", também redigida como  "(Meet) The Flintstones", é a música-tema da série de televisão animada da década de 1960 The Flintstones. Composta em 1961 por Hoyt Curtin, Joseph Barbera e William Hanna, é uma das mais populares e conhecidas de todas as músicas-tema, com suas letras cativantes; "Flintstones, conheça os Flintstones, eles são a família moderna da Idade da Pedra" 

## História
O tema dos créditos de abertura e encerramento, durante as duas primeiras temporadas, foi chamado de "Rise and Shine", um sublinhado instrumental animado que acompanha Fred em sua volta para casa do trabalho. A música lembrava "The Bugs Bunny Overture (This Is It!)", A música tema do The Bugs Bunny Show, também exibida na ABC na época, e pode ter sido a razão pela qual o tema foi alterado na terceira temporada.
Antes de ser adotado como tema da TV, "Meet the Flintstones" foi lançada pela primeira vez nas músicas infantis dos Flintstones da Golden Records, com 78 rpm (Golden R680, lançado em 1961), como o lado A de uma versão de "Rise and Shine" com letras. Inclui versos relacionados a Barney e Betty Rubble e Dino que não são ouvidos na versão posterior da TV. A melodia de "Meet the Flintstones" também pode ser ouvida como música incidental em alguns episódios das duas primeiras temporadas.
A partir da terceira temporada, episódio 3 ("Barney, o Invisível"), o tema dos créditos de abertura e encerramento foi o vocal familiar "Meet the Flintstones". Esta versão foi gravada com uma big band de 22 peças, e os Randy Van Horne Singers. Acredita-se que a melodia tenha sido inspirada em parte da seção 'B' da Sonata para piano nº 17 de Beethoven (The "Tempest"), Movimento 2, composta em 1801/02, e re-harmonizada. A abertura de "Meet the Flintstones" foi posteriormente adicionada às duas primeiras temporadas para distribuição, com "Rise and Shine" restaurado quando a série foi relançada para distribuição e, posteriormente, home video nos anos 90. Os sublinhados musicais foram creditados a Hoyt Curtin pelas primeiras cinco temporadas do programa; Ted Nichols assumiu em 1965 para a temporada final. Durante a temporada final do programa, "Open Up Your Heart (And Let the Sunshine In)", realizado por Pebbles e Bamm-Bamm, em um clipe do primeiro episódio da temporada, foi usada como música alternativa.

## Popularidade
Em 2010, uma pesquisa do PRS for Music com 2.000 adultos no Reino Unido constatou que a música tema "Meet the Flintstones" era o tema de TV infantil mais reconhecido, à frente do Top Cat e Postman Pat.

## Jazz standard
Gravado no tom de E-flat maior, tornou-se um padrão de jazz; além disso, harmonicamente, está em conformidade com a estrutura conhecida como mudanças de ritmo, um tipo bem conhecido de composição para músicos de jazz. É frequentemente tocada para divertir o público como parte de um medley, formando o que é chamado de "humor do jazz". A Associação Internacional de Colecionadores de Registros de Jazz se refere a ele como "campy" e "cheek by jowl". Frequentemente realizado em um ritmo emocionante, é tecnicamente desafiador para alguns. A música foi tocada no meio de um medley de jazz com "It Never Entered My Mind" e "I Love Lucy". Em 2015, a Brian Setzer Orchestra gravou uma versão com letras com tema de Natal intitulada "Yabba-Dabba-Yuletide" em seu álbum de Natal Rockin 'Rudolph.
A música-tema foi apresentada na comédia Full House e seu sucessor, Fuller House.

## A versão do B-52
A música foi gravada pelos B-52's, com um verso adicional adicionado, como "The BC 52's", uma banda fictícia do filme The Flintstones. Foi lançado como um single da trilha sonora do filme, chegando ao número 33 na Billboard Hot 100 dos EUA. Foi a entrada mais alta da banda na lista de reprodução da Billboard Hot Dance Club no número três, empatando com "Summer of Love" de 1986. A música também foi o segundo single de maior sucesso da banda no Reino Unido (o mais alto foi "Love Shack" no número dois), também chegando ao número três.

## Jacob Collier e outras versões
Em 1 de maio de 2016, Jacob Collier lançou um cover vocal multipista de jazz da música como o segundo single de seu álbum de estréia, In My Room. Ele ganhou o Grammy de Melhor Arranjo, Instrumental e Vocais pela versão no 59th Annual Grammy Awards.
Além disso, a melodia do tema foi destaque em vários remixes e paródias de músicas de videogame carregadas no canal colaborativo do YouTube SiIvaGunner que começou a ser carregado em 9 de janeiro de 2016.